# Īrvānlū
Īrvānlū (persiska: ایروانلو) är en ort i Iran.   Den ligger i provinsen Västazarbaijan, i den nordvästra delen av landet, 600 km väster om huvudstaden Teheran. Īrvānlū ligger 1 305 meter över havet och antalet invånare är 232.
Terrängen runt Īrvānlū är huvudsakligen platt, men åt nordväst är den kuperad. Terrängen runt Īrvānlū sluttar österut.Runt Īrvānlū är det ganska tätbefolkat, med 185 invånare per kvadratkilometer. Närmaste större samhälle är Urmia, 15,1 km söder om Īrvānlū. Trakten runt Īrvānlū består till största delen av jordbruksmark.